# Die Frau mit den Millionen
Die Frau mit den Millionen er en tysk stumfilm fra 1923 af Willi Wolff.

## Medvirkende
- Ellen Richter som Smaragada Naburian
- Georg Alexander som Anatole Pigeard
- Hugo Flink som Selim
- Eduard von Winterstein som Mahmud Dedim Pascha
- Charles Puffy som Leonidas Kleptomanides
- Anton Pointner som Stuart Hardington
- Adolf Klein som Naburian
- Arthur Bergen som Abdul Kerim
- Leonhard Haskel som Sultan von Dagestan